# Pero simplex
Pero simplex är en fjärilsart som beskrevs av W. Warren 1907. Pero simplex ingår i släktet Pero och familjen mätare. Inga underarter finns listade i Catalogue of Life.